# Marcus Fuchs
Marcus Fuchs (auch Marx Fuchs; † 1573 in Dresden) war ein Dresdner Ratsherr und Bürgermeister.

## Leben
Marcus Fuchs stammte aus Hainichen und ist erstmals 1561 im Verzeichnis der Dresdner Ratsmitglieder genannt. Wie im Ratsarchiv erhaltene Rechnungen aus den Jahren 1566 und 1567 belegen, oblag ihm die Verwaltung des „Raths-Bierkellers“. Zu den Privilegien des ratseigenen Bierkellers, der sich in den Kellergewölben unter dem Rathaus am Altmarkt befand, gehörte das Schankrecht für fremde Biere und Weine, während die brauberechtigten Bürger der Stadt nur ihr eigenes Bier ausschenken durften. Die im Ratskeller gelagerten Bier- und Weinvorräte waren Eigentum des Rates, der den Ausschank durch einen von ihm bestimmten Schankwirt vornehmen ließ. Dieser war auch für die Einhaltung der „Befriedung“ zuständig, wobei bei Zuwiderhandlungen wie Schlägereien oder Beleidigungen harte Strafen gegen den betreffenden Gast verhängt werden konnten. 1564 wurde der Dresdner Ratskeller um zwei zusätzliche Trinkstuben erweitert.
1567 wurde Marcus Fuchs zum Bürgermeister der Stadt gewählt und übernahm dieses Amt gemäß Ratsordnung erneut 1570 und 1573. Außerdem war er 1567 bis 1572 Hospitalmeister des Maternihospitals. In seinem letzten Amtsjahr verstarb er in Dresden.